# Romitorio di Cetinale
Il romitorio di Cetinale si trova a Sovicille ed è un edificio religioso costruito agli inizi del Settecento. Posto al termine dell'asse che attraversa il giardino e il parco della Villa Chigi di Cetinale, progettato da Carlo Fontana, si trova in cima alla collina che domina tutto il complesso, ma è un'aggiunta di poco successiva. È collegato ai parterres attorno alla villa tramite una lunga scalinata, detta scala santa, scavata nella roccia, ancora percorribile. 
Nel romitorio vivevano eremiti subordinati alle direttive del padrone di Cetinale, come servire le messe o fare opere di carità. Il loro compito principale era quello di assistere gli ammalati e i moribondi e vivevano di elemosina o provviste donate loro dalla villa. La struttura è distribuita su quattro piani ed è principalmente divisa tra cappella e alloggi degli eremiti.

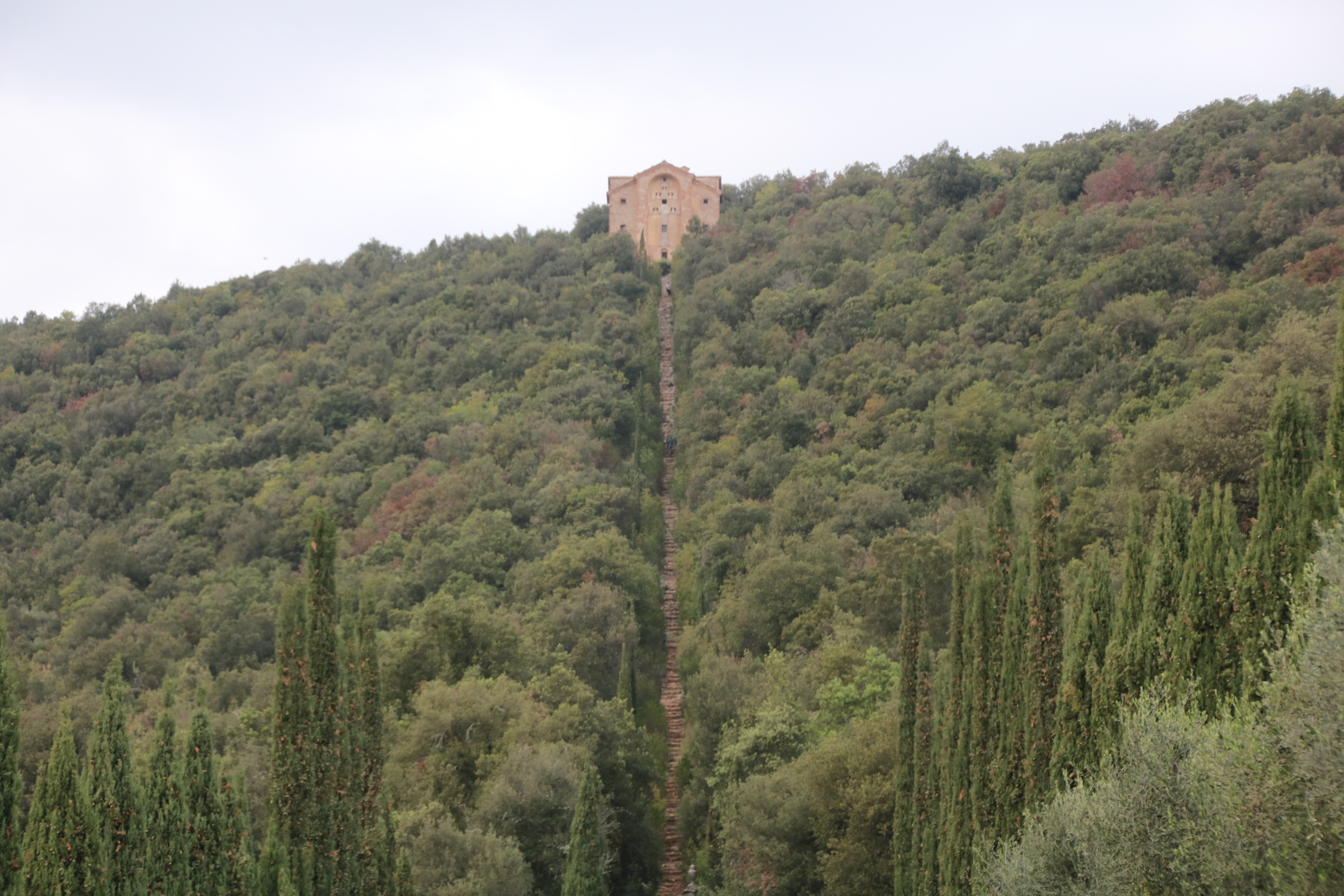
Veduta del Romitorio e della Scala Santa
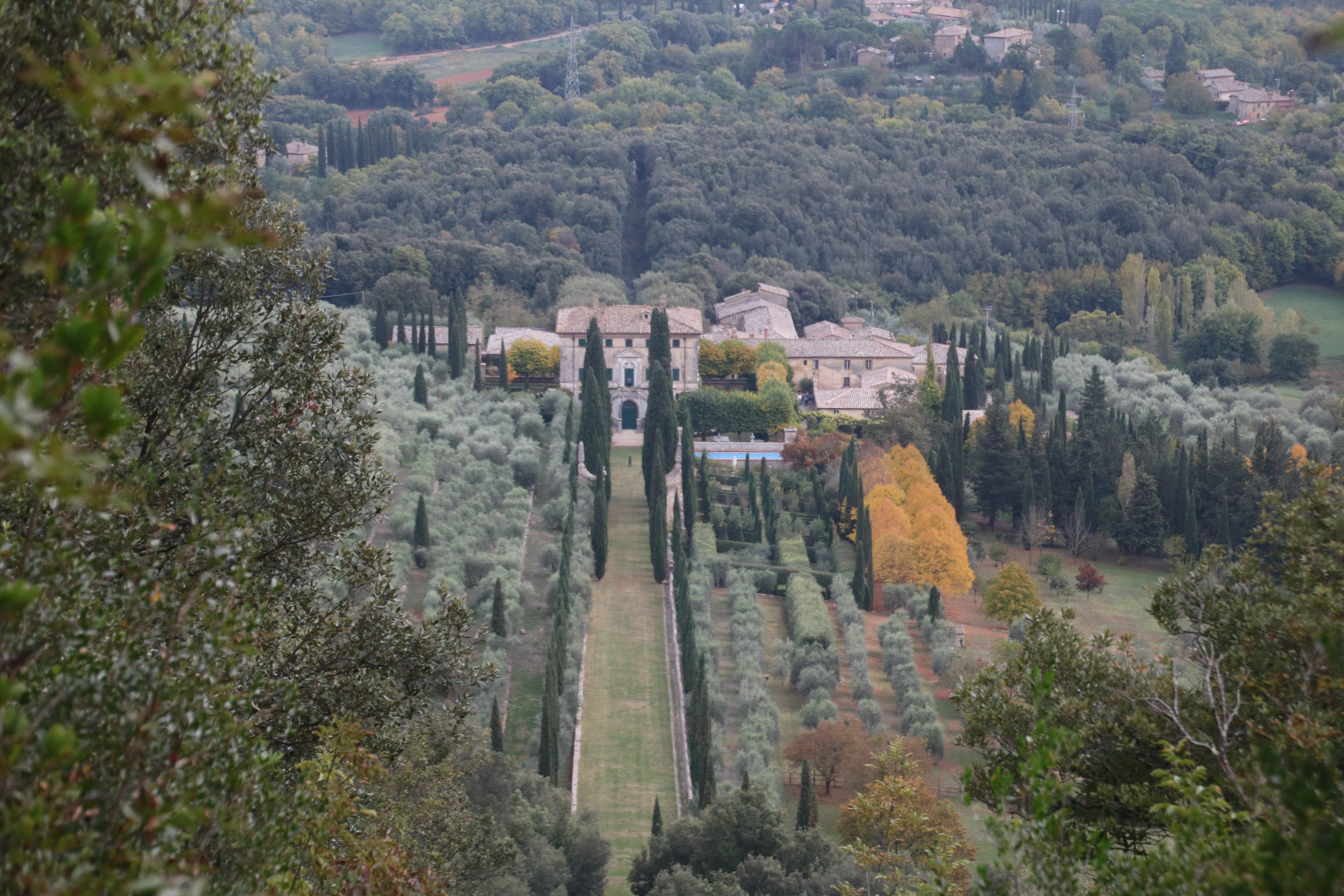
Veduta della Villa di Cetinale dal Romitorio